# 贝尔佐圣费尔莫
贝尔佐圣费尔莫（義大利語：Berzo San Fermo），是意大利贝加莫省的一个市镇。总面积5.79平方公里，人口1303人，人口密度225.0人/平方公里（2009年）。国家统计（ISTAT）代码为016025。